# Jean Racine
Jean Racine (La Ferté-Milon, 22 de diciembre de 1639-París, 21 de abril de 1699) fue un poeta, dramaturgo e historiador francés. Considerado uno de los más grandes escritores del Gran Siglo francés, maestro del Clasicismo imperante en la Francia del siglo XVII, hoy día destaca, junto a Pierre Corneille y Molière, como uno de los mejores de la literatura universal. Racine fue principalmente un dramaturgo de obras trágicas, en las cuales destacan Fedra, Andrómaca y Atalía, aunque también escribió una comedia, Los Litigantes, y una tragedia para niños llamada Esther.

## Biografía

### Formación jansenista
Al quedar huérfano a los cuatro años de edad, su educación quedó a cargo de sus abuelos, quienes la confiaron a las religiosas de las escuelas de Port-Royal de 1655 a 1658. Allí recibió una educación jansenista y humanista muy sólida, estudiando las tragedias de Sófocles y Eurípides en su lengua original, y publicó sus primeras poesías. Bajo la influencia de Malherbe hay que situar El paseo de Port-Royal, de tipo pastoral. Pero le atraían más las tragedias, lo que provocó una violenta ruptura con sus antiguos maestros, que consideraban el teatro como un instrumento de corrupción de las costumbres. Más tarde cursó estudios de filosofía en el Colegio D'Harcourt de París. En un primer momento, trató de conciliar sus aspiraciones literarias con los deseos de su familia de que siguiese la carrera eclesiástica, por lo que permaneció hasta 1663 en Uzès. Escribió una interesante oda, La Ninfa del Sena, en 1660, así como varias obras más que no consiguió fuesen puestas en escena.
Hay que señalar su posible implicación en el llamado asunto de los venenos, en el que fue sospechoso de haber envenenado a la Du Parc, una de sus actrices y amantes, para recuperar una joya que esta llevaba en un dedo. En realidad se trataba de un proceso por aborto provocado.

### Sus inicios literarios
Finalmente, decidió consagrarse por completo a la literatura y llevó una vida mundana en París entre 1664 y 1677. En 1662, recibió una pensión del rey gracias a una obra basada en la convalecencia del rey Luis XIV, La fama de las Musas. Consiguió que la compañía de Molière representara dos de sus obras, La Tebaida en 1664, y Alejandro Magno en 1665. Sin embargo, al no quedar satisfecho con el montaje de la segunda, Racine la encargó a una compañía teatral rival de la de Molière, lo que enemistó a ambos.

### Las grandes tragedias
El éxito que consiguió en 1667 con la tragedia Andrómaca le proporcionó una gran reputación. Después de escribir una comedia, Los Litigantes en 1668, volvió a consagrarse ya definitivamente a la tragedia y compuso sucesivamente Británico (1669), Berenice (1670), Bayaceto (1672), Mitrídates (1673), Ifigenia (1674) y Fedra (1677).

### Las obras religiosas
Casado con una dama honesta que le dio siete hijos, Catherine de Romanet, y miembro de la Academia francesa desde 1673, fue nombrado historiógrafo del rey Luis XIV, lo que le hizo, junto al éxito de la que hoy se considera su mejor obra, Fedra, renunciar al teatro para consagrarse por entero a sus funciones de cronista. Sin embargo, a petición de Madame de Maintenon, aún escribirió para las alumnas del internado o Colegio de Saint-Cyr las tragedias bíblicas Esther (1689) y Atalía (1691). A pesar de las persecuciones de las que fueron víctimas los jansenistas, Racine se reconcilió con ellos, tras una época de disputas, y escribió una Breve Historia de Port-Royal que se publicó en forma póstuma.
"Esa obra es el primer trabajo ordenado que cuenta la historia de la institución y pone en contexto las distintas incidencias que debió padecer en el curso de casi un siglo de ruda querella con la Compañía de Jesús. Y dice, sin disimular el dolor y la indignación, en absoluta consonancia con lo que estaban sufriendo sus amigos y sus queridos maestros y sin medir las graves consecuencias que podrían tener sus palabras: “no dudo que la posteridad verá un día en el que se cotejará por un lado las grandes cosas que el rey ha realizado para el avance de la religión católica, y del otro lado incluirá los grandes servicios que Antonio Arnauld ha rendido a la Iglesia, y la virtud extraordinaria que ha brillado en esa casa, y no comprenderá cabalmente cómo bajo un rey tan pleno de piedad y de justicia se pudo haber destruido una casa tan santa; y que Arnauld haya sido obligado a marcharse al extranjero y terminar allí sus días. No es la primera vez que Dios permite que los más grandes santos sean tratados como culpables por príncipes virtuosos".

### Muerte
En octubre de 1698 Racine  redactó su última voluntad. «Deseo —dice el testamento— que luego de mi muerte, mi cuerpo sea llevado a Port-Royal de Champs, y que sea inhumado en el cementerio, al pie de la fosa de Jean Hamon. Suplico muy humildemente que la madre abadesa y las religiosas, si les parece bien concederme este honor, y no me reconocen demasiado indigno para merecerlo debido a los escándalos de mi vida pasada, y al poco uso que hice de la excelente educación que he recibido en esa casa, y de los grandes ejemplos de piedad y penitencia que he visto, y de los que he sido un estéril admirador. Pero cuanto más he ofendido a Dios, más tengo necesidad de plegarias por parte de una santa comunidad para atraer sobre mí la misericordia. Ruego también a la madre abadesa y a las religiosas tengan a bien aceptar la suma de ochocientas libras, que ordené se les entregue luego de mi muerte».  Su voluntad se cumplió, y el 10 de abril del año siguiente sus restos fueron enterrados en el camposanto de la abadía de Port-Royal y más tarde, en 1711, fueron trasladados junto con los de Blaise Pascal al presbiterio de Saint-Étienne-du-Mont.

## Características de su teatro

### La fatalidad del amor
Frente a la dramaturgia de Corneille, que exalta el triunfo de la voluntad y el deber sobre el sentimiento con argumentos preferiblemente tomados de la historia de Roma, el teatro de Racine muestra el poder de la pasión sobre el alma humana como una fuerza fatal que destruye al que la posee, y escoge principalmente argumentos griegos para representarla. Además sigue más estrechamente los ideales de la tragedia clásica presentando una acción simple y clara, en la que las peripecias nacen de las propias pasiones de los personajes.
Racine describe la pasión con una terrible violencia, especialmente si se trata de celos, y con un extraordinario realismo psicológico. Pero, a pesar de la intensidad pasional y emocional (tan poco clásica) de sus personajes, sus obras se ajustan mejor que las de Corneille a las reglas y pueden considerarse un alto ejemplo de clasicismo.
Las tragedias profanas (es decir, si excluimos Esther y Atalía) presentan a una pareja de jóvenes inocentes unidos y a la vez separados por un amor imposible, porque la mujer está dominada por el rey (Andrómaca, Británico, Bayaceto, Mitrídates) o por pertenecer a un clan rival (Aricia en Fedra). Esta rivalidad se complementa a menudo con una rivalidad política sobre la que Racine apenas se fija.
En este aristocrático cuadro que, a partir de Bayaceto se convierte en un lugar común que sirve de pretexto para desencadenar una crisis, los personajes descubren que el rey ha muerto o ha sido derrotado: este hecho hace que se sientan liberados y desencadena sus pasiones. Sin embargo, la información se ve pronto desmentida. El retorno del rey pone a todos los personajes ante sus propias faltas y los empuja, dependiendo de su naturaleza, a arrepentirse o a llevar su rebeldía hasta las últimas consecuencias.

### Estilo
Racine escribía antes sus tragedias en prosa y luego las pasaba a pareados de alejandrinos sonoros y de rima perfecta. Su estilo es claro, de léxico reducido pero siempre elevado, carece de la desmesura retórica de Corneille y alcanza, sin embargo, un mayor grado de lirismo. Su lenguaje es rico en imágenes. Su escritura es reconocida por su elegancia, pureza, velocidad y furia, y por lo que el poeta estadounidense Robert Lowell describió como el "borde de un diamante", y la "gloria de su furia dura y eléctrica".
Racine restringe su vocabulario a 4000 palabras. Descarta todas las expresiones cotidianas ya que, aunque los griegos podían llamar a las cosas por su nombre, no cree que esto sea posible en latín o francés. Las unidades clásicas se observan estrictamente, pues sólo se describe la etapa final de una crisis prolongada. El número de personajes, todos ellos reales, se mantiene al mínimo. La acción en el escenario está prácticamente eliminada. El Hipólito destrozado no regresa, como sí ocurre con el Hipólito de Eurípides. La única excepción a esto es que Atalide se apuñala ante el público en Bayazeto; pero esto es aceptable en una obra que destaca por su salvajismo y color oriental.

### Naturaleza fundamental de la tragedia
La tragedia muestra cómo los hombres caen de la prosperidad al desastre. Cuanto más alta es la posición desde la que cae el héroe, mayor es la tragedia. A excepción de los confidentes, de los cuales Narcisse (en Britannicus) y Œnone (en Fedra) son los más significativos, Racine describe el destino de reyes, reinas, príncipes y princesas, liberados de las presiones restrictivas de la vida cotidiana y capaces de hablar y actuar sin inhibiciones.

### La visión trágica de Racine
A menudo se dice que Racine estuvo profundamente influenciado por el sentido jansenista de fatalismo. Sin embargo, el vínculo entre la tragedia de Racine y el jansenismo ha sido cuestionado por múltiples motivos; por ejemplo, el propio Racine negó cualquier conexión con el jansenismo. Como cristiano, Racine ya no podía dar por sentado, como hicieron Esquilo y Sófocles, que Dios es despiadado al conducir a los hombres a un destino que no prevén. En cambio, el destino se convierte (al menos en las obras seculares) en el frenesí incontrolable del amor no correspondido.
Como ya en las obras de Eurípides, los dioses se han vuelto más simbólicos. Venus representa la fuerza insaciable de la pasión sexual dentro del ser humano en el Hipólito de Eurípides; pero estrechamente relacionado con esto –de hecho, indistinguible de él– está la cepa atávica de aberración monstruosa que había hecho que su madre Pasífae se apareara con un toro y diera a luz al Minotauro.
Así, en Racine la hamartia, el error fatal, que el capítulo trece de la Poética de Aristóteles había declarado una característica de la tragedia, no es simplemente una acción realizada de buena fe que posteriormente tiene las consecuencias más nefastas (el asesinato por parte de Edipo de un extraño en el camino a Tebas y el matrimonio con la reina viuda de Tebas tras resolver el enigma de la Esfinge), ni es simplemente un error de juicio (como cuando Deyanira, en La locura de Hércules de Séneca, mata a su marido cuando intenta recuperar su amor); es un defecto de carácter.

## Obras principales
Racine escribió solo una comedia, Les Plaideurs (Los Litigantes), publicada en 1668, y once tragedias, que pueden clasificarse así:

### Tragedias de asunto griego
- La Tebaida (1664)
- Alejandro Magno (1665)
- Andrómaca (1667)
- Ifigenia (1674)
- Fedra (1677)

### Tragedias inspiradas en la historia romana
- Británico (1669)
- Berenice (1670)
- Mitrídates (1673)

### Una pieza en que la acción se desarrolla en la Turquía delsigloXVII
- Bayaceto (1672)

### Tragedias de asunto bíblico
- Esther (1689)
- Atalía (1691)

Racine se encontraba más cómodo en las tragedias de tema griego y solo cultivaba los temas romanos para competir con Corneille, que tenía en esos asuntos su fuente de inspiración principal. La más corneliana de sus tragedias es precisamente una de las de tema romano, Mitrídates.

## Otras obras

### Traducciones
- Le Banquet de Platón
- Vie de Diogène le Cynique (Diógenes de Sinope, obra de Diógenes Laercio)
- Textos de Eusebio de Cesarea
- La Poétique (Aristóteles)

### Obras históricas
- Vie de Louis XIV (perdida)
- Abrégé de l'histoire de Port-Royal (1767)

## Percepción actual sobre Racine
El siglo XX vio un renovado esfuerzo por rescatar a Racine y sus obras desde la perspectiva principalmente histórica a la que había sido confinado. Los críticos llamaron la atención sobre el hecho de que obras como Fedra podían interpretarse como un drama realista, que contenía personajes universales y que podían aparecer en cualquier época. Otros críticos arrojan nueva luz sobre los temas subyacentes de violencia y escándalo que parecen impregnar las obras, creando un nuevo ángulo desde el cual podrían ser examinadas. En general, la gente estuvo de acuerdo en que Racine sólo se comprendería plenamente si se sacara del contexto del siglo XVIII. Marcel Proust desarrolló un cariño por Racine a una edad temprana, "a quien consideraba un hermano y alguien muy parecido a él..." – Marcel Proust: A Life, de Jean-Yves Tadié, 1996.
Respecto a la tragedia según Racine, emblemática de la tragedia de la edad clásica francesa, Michel Foucault escribió: «En el teatro de Racine cada día está amenazado por una noche: la noche de Troya y de las masacres, la noche de los deseos de Nerón, la noche romana de Tito, la noche de Atalia. Son estos grandes rostros de la noche, estos barrios sombríos que frecuentan el día sin dejarse destruir, y que no desaparecerán sino en la nueva noche de la muerte. Y, a su vez, estas noches fantásticas están obsesionadas por una luz que se forma como el reflejo infernal del día: fuego de Troya, antorchas de los pretorianos, pálida luz del sueño. En la tragedia clásica francesa, el día y la noche se disponen como un espejo, se reflejan infinitamente y dan a esta simple pareja una repentina profundidad que con un solo movimiento envuelve toda la vida y la muerte del hombre".
En su ensayo El teatro y su doble sobre el concepto del teatro de la crueldad, Antonin Artaud afirmaba que "las fechorías del teatro psicológico descendiente de Racine nos han desacostumbrado a esa acción inmediata y violenta que el teatro debería poseer" (p. 84).
En el siglo XXI, Racine todavía es considerado un genio literario de proporciones revolucionarias. Su obra todavía es ampliamente leída y representada con frecuencia. La influencia de Racine se puede ver por ejemplo en la tetralogía de A.S. Byatt (La Virgen en el jardín, 1978; Naturaleza muerta, 1985; La torre de Babel, 1997 y Una mujer que silba, 2002). Byatt cuenta la historia de Frederica Potter, una joven inglesa de principios de la década de 1950 (cuando la presentan por primera vez), que aprecia mucho a Racine, y específicamente a Fedra.